# Ченцовское сельское поселение
Ченцо́вское се́льское поселе́ние — муниципальное образование в составе Сусанинского района Костромской области России.
Административный центр — деревня Ченцово.

## История
Ченцовское сельское поселение образовано 30 декабря 2004 года в соответствии с Законом Костромской области № 237-ЗКО, установлены статус и границы муниципального образования.

## Население
| 2008 | 2010 | 2012 | 2013 | 2014 | 2015 | 2016 |
| ---- | ---- | ---- | ---- | ---- | ---- | ---- |
| 914  | ↘842 | ↘832 | ↗836 | ↗872 | ↘842 | ↘834 |
| 2017 | 2018 | 2019 | 2020 | 2021 |      |      |
| ↘828 | ↘811 | ↘799 | →799 | ↘693 |      |      |

## Состав сельского поселения
| №  | Населённый пункт | Тип населённого пункта          | Население |
| -- | ---------------- | ------------------------------- | --------- |
| 1  | Бородулино       | деревня                         | ↗22       |
| 2  | Веригино         | деревня                         | →0        |
| 3  | Владимирово      | село                            | ↗400      |
| 4  | Волково          | деревня                         | →0        |
| 5  | Деревеньки       | деревня                         | →0        |
| 6  | Евлево           | деревня                         | ↗2        |
| 7  | Заболотье        | деревня                         | ↘1        |
| 8  | Зогзино          | деревня                         | ↗64       |
| 9  | Кулеберово       | деревня                         | ↗111      |
| 10 | Новосёлки        | деревня                         | →25       |
| 11 | Охотино          | деревня                         | ↘3        |
| 12 | Плешивцево       | деревня                         | ↘9        |
| 13 | Селища           | деревня                         | ↘1        |
| 14 | Солнечный        | посёлок                         | ↗56       |
| 15 | Халезово         | деревня                         | ↗9        |
| 16 | Хреново          | деревня                         | ↗25       |
| 17 | Ченцово          | деревня, административный центр | →214      |